# Championnat d'Allemagne féminin de football 1994-1995
Navigation
Édition précédente Édition suivante
La Frauen-Bundesliga 1994-1995 est la 22e édition du championnat d'Allemagne féminin de football.
Le premier niveau du championnat féminin oppose vingt clubs allemands répartis dans deux groupes de dix équipes, en une série de dix-huit rencontres jouées durant la saison de football. Les deux meilleures équipes de chaque groupe sont qualifiées pour les demi-finales de la compétition. La phase finale consiste en deux tours de confrontations directes aller-retour, à l’exception de la finale qui se joue sur un seul match.
Les deux dernières places de chaque groupe sont synonymes de relégation en Regionalliga.
Lors de l'exercice précédent, le FSV Schwarzbach (de), le SSV Turbine Potsdam, le FFC Wacker Munich (de) et le SG Wattenscheid ont gagné le droit d'évoluer dans cette compétition après avoir obtenu leurs promotions lors des phases finales de Regionalliga.
À l'issue de la saison, le FSV Francfort décroche le deuxième titre de champion d'Allemagne de son histoire. Dans le bas du classement, le SG Wattenscheid, le Schmalfelder SV (de), le FFC Wacker Munich et le FSV Schwarzbach (de), sont relégués.

## Participants
Ces tableaux présentent les vingt équipes qualifiées pour disputer le championnat 1994-1995. On y trouve le nom des clubs, la date de création du club, l'année de la dernière montée au sein de l'élite, leur classement de la saison précédente, le nom des stades ainsi que la capacité de ces derniers.
Le championnat comprend deux groupes de dix équipes.
Légende des couleurs
- Champion de 1. Frauen-Bundesliga la saison précédente.
- Promu de Regionalliga.

| \| Tennis Borussia Berlin I 0Grün-Weiß Brauweiler I Fortuna Sachsenross Hanovre (en) FC Eintracht Rheine FC Rumeln-Kaldenhausen Schmalfelder SV (de) TSV Siegen SSV Turbine Potsdam SG Wattenscheid VfR Eintracht Wolfsburg \| Localisation des clubs engagés dans le groupe Nord du championnat. |
| Tennis Borussia Berlin I 0Grün-Weiß Brauweiler I Fortuna Sachsenross Hanovre (en) FC Eintracht Rheine FC Rumeln-Kaldenhausen Schmalfelder SV (de) TSV Siegen SSV Turbine Potsdam SG Wattenscheid VfR Eintracht Wolfsburg                                                                          |

| Nom du club             | Date de création | Dernière montée | Cls 1994     | Stade                       | Capacité | Nb T. |
| ----------------------- | ---------------- | --------------- | ------------ | --------------------------- | -------- | ----- |
| TSV Siegen              | 1971             | 1990            | 1 (Gr. Nord) | Leimbachstadion             | -        | 5     |
| Grün-Weiß Brauweiler    | 1974             | 1991            | 2 (Gr. Nord) | Stade inconnu               | -        | /     |
| Tennis Borussia Berlin  | 1969             | 1991            | 3 (Gr. Nord) | Mommsenstadion              | 15 005   | /     |
| FC Eintracht Rheine     | 1986             | 1990            | 4 (Gr. Nord) | Jahnstadion                 | 4 009    | /     |
| FS Hanovre (en)         | 1988             | 1990            | 5 (Gr. Nord) | Stadion an der Hebbelstraße | 3 000    | /     |
| VfR Eintracht Wolfsburg | 1973             | 1990            | 6 (Gr. Nord) | VfL-Stadion am Elsterweg    | 17 600   | /     |
| Schmalfelder SV (de)    | 1986             | 1993            | 7 (Gr. Nord) | Sportplatz Schmalfeld       | -        | /     |
| FC Rumeln-Kaldenhausen  | 1977             | 1993            | 8 (Gr. Nord) | PCC-Stadion                 | 3 000    | /     |
| SSV Turbine Potsdam     | 1971             | 1994            | Reg.         | Karl-Liebknecht-Stadion     | 10 499   | /     |
| SG Wattenscheid         | 1973             | 1994            | Reg.         | Lohrheidestadion            | 16 233   | /     |

| \| TuS Ahrbach FSV Francfort SC Klinge Seckach (en) TuS Niederkirchen SG Praunheim 0VfR Sarrebruck FSV Schwarzbach (de) VfL Sindelfingen FFC Wacker Munich (de) TuS Wörrstadt \| Localisation des clubs engagés dans le groupe Sud du championnat. |
| TuS Ahrbach FSV Francfort SC Klinge Seckach (en) TuS Niederkirchen SG Praunheim 0VfR Sarrebruck FSV Schwarzbach (de) VfL Sindelfingen FFC Wacker Munich (de) TuS Wörrstadt                                                                         |

| Nom du club            | Date de création | Dernière montée | Cls 1994    | Stade                               | Capacité | Nb T. |
| ---------------------- | ---------------- | --------------- | ----------- | ----------------------------------- | -------- | ----- |
| TuS Niederkirchen      | 1969             | 1990            | 1 (Gr. Sud) | Sportgelände Nachtweide             | -        | 1     |
| FSV Francfort          | 1970             | 1990            | 2 (Gr. Sud) | St. am Bornheimer Hang              | 12 500   | 2     |
| SG Praunheim           | 1973             | 1990            | 3 (Gr. Sud) | Stadion am Brentanobad              | 5 200    | /     |
| VfR Sarrebruck         | 1990             | 1990            | 4 (Gr. Sud) | Stadion Kieselhumes                 | 6 000    | /     |
| SC Klinge Seckach (en) | 1981             | 1990            | 5 (Gr. Sud) | Sportstätte beim SV Muckental       | -        | /     |
| TuS Ahrbach            | 1989             | 1991            | 6 (Gr. Sud) | Sportanlage Ruppach-Goldhausen      | -        | /     |
| VfL Sindelfingen       | 1971             | 1990            | 7 (Gr. Sud) | Floschenstadion                     | 5 000    | /     |
| TuS Wörrstadt          | 1969             | 1993            | 8 (Gr. Sud) | Stade inconnu                       | -        | 1     |
| FSV Schwarzbach (de)   | 1977             | 1994            | Reg.        | Stade inconnu                       | -        | /     |
| FFC Wacker Munich (de) | -                | 1994            | Reg.        | Bezirkssportanlage München-Sendling | -        | /     |

## Compétition

### Classement
Le classement est calculé avec l'ancien barème de points : une victoire vaut deux points, le match nul un et la défaite zéro.
Les critères utilisés pour départager en cas d'égalité au classement sont les suivants :
1. différence entre les buts marqués et les buts concédés sur la totalité des matchs joués dans le championnat ;
2. plus grand nombre de buts marqués sur la totalité des matchs joués dans le championnat.

| Rang | Équipe                           | Pts | J  | G  | N | P  | Bp | Bc | Diff |
| ---- | -------------------------------- | --- | -- | -- | - | -- | -- | -- | ---- |
| 1    | Grün-Weiß Brauweiler C S         | 34  | 18 | 17 | 0 | 1  | 77 | 9  | +68  |
| 2    | FC Rumeln-Kaldenhausen           | 29  | 18 | 13 | 3 | 2  | 60 | 18 | +42  |
| 3    | TSV Siegen T                     | 26  | 18 | 11 | 4 | 3  | 64 | 23 | +41  |
| 4    | FC Eintracht Rheine              | 20  | 18 | 7  | 6 | 5  | 31 | 24 | +7   |
| 5    | Fortuna Sachsenross Hanovre (en) | 19  | 18 | 9  | 1 | 8  | 41 | 41 | 0    |
| 6    | SSV Turbine Potsdam P            | 14  | 18 | 6  | 2 | 10 | 25 | 60 | -35  |
| 7    | VfR Eintracht Wolfsburg          | 13  | 18 | 4  | 5 | 9  | 26 | 40 | -14  |
| 8    | Tennis Borussia Berlin           | 11  | 18 | 2  | 7 | 9  | 16 | 36 | -20  |
| 9    | SG Wattenscheid P                | 8   | 18 | 3  | 2 | 13 | 19 | 70 | -51  |
| 10   | Schmalfelder SV (de)             | 6   | 18 | 1  | 4 | 13 | 6  | 44 | -38  |

| Légende : | Légende : |
| --------- | --- |
|           | Qualifié pour les Demi-finales. |
|           | Relégué en Regionalliga. |
|           | T Tenant du titre. P Promu de Regionalliga. C Vainqueur de la DFB-Pokal Frauen 1994-1995. S Vainqueur de la DFB-Supercup Frauen Pts points ; G victoires ; N matchs nuls ; P défaites Bp buts marqués ; Bc buts encaissés ; Diff différence de buts |

| Rang | Équipe                   | Pts | J  | G  | N | P  | Bp | Bc | Diff |
| ---- | ------------------------ | --- | -- | -- | - | -- | -- | -- | ---- |
| 1    | FSV Francfort            | 36  | 18 | 18 | 0 | 0  | 92 | 4  | +88  |
| 2    | TuS Ahrbach              | 27  | 18 | 13 | 1 | 4  | 69 | 21 | +48  |
| 3    | SG Praunheim             | 22  | 18 | 9  | 4 | 5  | 38 | 28 | +10  |
| 4    | SC Klinge Seckach (en)   | 22  | 18 | 9  | 4 | 5  | 29 | 28 | +1   |
| 5    | VfL Sindelfingen         | 17  | 18 | 6  | 5 | 7  | 20 | 32 | -12  |
| 6    | TuS Niederkirchen        | 16  | 18 | 7  | 2 | 9  | 33 | 34 | -1   |
| 7    | VfR Sarrebruck           | 15  | 18 | 5  | 5 | 8  | 29 | 53 | -24  |
| 8    | TuS Wörrstadt            | 12  | 18 | 3  | 6 | 9  | 10 | 38 | -28  |
| 9    | FFC Wacker Munich (de) P | 9   | 18 | 1  | 7 | 10 | 17 | 45 | -28  |
| 10   | FSV Schwarzbach (de) P   | 4   | 18 | 1  | 2 | 15 | 16 | 70 | -54  |

| Légende : | Légende : |
| --------- | --- |
|           | Qualifié pour les Demi-finales. |
|           | Relégué en Regionalliga. |
|           | P Promu de Regionalliga. Pts points ; G victoires ; N matchs nuls ; P défaites Bp buts marqués ; Bc buts encaissés ; Diff différence de buts |

### Résultats
Groupe Nord
| Résultats (▼dom., ►ext.)                                   | Bor | Grü  | Han | Rhe | Rum  | Schm | Sie | Tur | Wat | Wol |
| Tennis Borussia Berlin                                     |     | 1-5  | 0-4 | 1-1 | 1-1  | 0-0  | 0-0 | 1-1 | 2-2 | 3-4 |
| Grün-Weiß Brauweiler                                       | 2-0 |      | 8-0 | 3-0 | 2-1  | 1-0  | 4-0 | 5-0 | 5-1 | 2-0 |
| Fortuna Sachsenross Hanovre (en)                           | 1-2 | 1-3  |     | 2-0 | 0-1  | 4-0  | 3-4 | 2-1 | 5-1 | 3-2 |
| FC Eintracht Rheine                                        | 2-0 | 0-3  | 3-0 |     | 1-3  | 2-1  | 2-2 | 3-1 | 1-0 | 1-1 |
| FC Rumeln-Kaldenhausen                                     | 2-1 | 2-1  | 3-1 | 4-1 |      | 2-0  | 4-3 | 4-0 | 3-0 | 7-2 |
| Schmalfelder SV (de)                                       | 0-1 | 0-6  | 0-3 | 1-1 | 2-1  |      | 0-4 | 0-1 | 0-4 | 0-3 |
| TSV Siegen                                                 | 7-1 | 2-3  | 6-1 | 2-2 | 3-3  | 7-0  |     | 6-0 | 4-0 | 3-0 |
| SSV Turbine Potsdam                                        | 2-1 | 0-11 | 2-2 | 0-3 | 0-11 | 3-1  | 0-2 |     | 3-2 | 5-3 |
| SG Wattenscheid                                            | 2-1 | 0-10 | 2-5 | 0-8 | 0-8  | 0-0  | 0-7 | 0-5 |     | 1-2 |
| VfR Eintracht Wolfsburg                                    | 0-0 | 1-3  | 3-4 | 0-0 | 0-0  | 1-1  | 0-2 | 3-1 | 1-4 |     |
| - Victoire à domicile - Match nul - Victoire à l'extérieur |     |      |     |     |      |      |     |     |     |     |

Groupe Sud
| Résultats (▼dom., ►ext.)                                   | Ahr | Fra | Kli | Nie | Pra | Sar  | Schw | Sin | Wac  | Wör  |
| TuS Ahrbach                                                |     | 1-3 | 3-1 | 4-0 | 5-0 | 7-3  | 9-1  | 2-0 | 3-0  | 4-0  |
| FSV Francfort                                              | 4-0 |     | 7-1 | 1-0 | 3-0 | 11-0 | 7-0  | 4-0 | 12-0 | 11-0 |
| SC Klinge Seckach (en)                                     | 0-0 | 1-2 |     | 4-1 | 1-6 | 1-2  | 3-0  | 2-0 | 2-2  | 1-1  |
| TuS Niederkirchen                                          | 1-4 | 1-2 | 3-3 |     | 1-2 | 4-0  | 4-1  | 0-1 | 2-0  | 2-1  |
| SG Praunheim                                               | 2-1 | 0-4 | 1-2 | 3-2 |     | 1-1  | 5-0  | 0-0 | 0-0  | 5-1  |
| VfR Sarrebruck                                             | 1-5 | 0-3 | 0-2 | 2-4 | 3-2 |      | 3-4  | 3-3 | 2-1  | 2-1  |
| FSV Schwarzbach (de)                                       | 2-6 | 0-4 | 0-1 | 1-2 | 2-4 | 1-4  |      | 0-2 | 2-9  | 0-0  |
| VfL Sindelfingen                                           | 1-6 | 0-6 | 0-1 | 3-2 | 1-4 | 1-1  | 4-1  |     | 1-0  | 3-0  |
| FFC Wacker Munich (de)                                     | 1-9 | 0-4 | 0-1 | 2-2 | 0-2 | 1-1  | 1-1  | 0-0 |      | 0-1  |
| TuS Wörrstadt                                              | 1-0 | 0-4 | 0-2 | 0-2 | 1-1 | 1-1  | 2-0  | 0-0 | 0-0  |      |
| - Victoire à domicile - Match nul - Victoire à l'extérieur |     |     |     |     |     |      |      |     |      |      |

### Phase finale
|  |                      |                      |               |                        |   |   |  |  |  |  |  |  |                                          |  |  |  |
|  |                      |                      |               |                        |   |   |  |  |  |  |  |  |                                          |  |  |  |
|  |                      |                      |               |                        |   |   |  |  |  |  |  |  | Sportanlage am Freibad Stommeln, Pulheim |  |  |  |
|  |                      |                      |               |                        |   |   |  |  |  |  |  |  |                                          |  |  |  |
|  |                      |                      |               |                        |   |   |  |  |  |  |  |  |                                          |  |  |  |
|  |                      |                      |               |                        |   |   |  |  |  |  |  |  |                                          |  |  |  |
|  |                      |                      |               |                        |   |   |  |  |  |  |  |  |                                          |  |  |  |
|  | 1er Gr. Nord         | Grün-Weiß Brauweiler | 3             | 6                      |   |   |  |  |  |  |  |  |                                          |  |  |  |
|  | 1er Gr. Nord         | Grün-Weiß Brauweiler | 3             | 6                      |   |   |  |  |  |  |  |  |                                          |  |  |  |
|  |                      |                      | 2e Gr. Sud    | TuS Ahrbach            | 2 | 1 |  |  |  |  |  |  |                                          |  |  |  |
|  |                      |                      |               |                        | 2 | 1 |  |  |  |  |  |  |                                          |  |  |  |
|  |                      |                      |               |                        |   |   |  |  |  |  |  |  |                                          |  |  |  |
|  |                      |                      |               |                        |   |   |  |  |  |  |  |  |                                          |  |  |  |
|  | Grün-Weiß Brauweiler | Grün-Weiß Brauweiler | 0             | 0                      |   |   |  |  |  |  |  |  |                                          |  |  |  |
|  | Grün-Weiß Brauweiler | Grün-Weiß Brauweiler | 0             | 0                      |   |   |  |  |  |  |  |  |                                          |  |  |  |
|  |                      |                      | FSV Francfort | FSV Francfort          | 2 | 2 |  |  |  |  |  |  |                                          |  |  |  |
|  |                      |                      |               |                        | 2 | 2 |  |  |  |  |  |  |                                          |  |  |  |
|  |                      |                      |               |                        |   |   |  |  |  |  |  |  |                                          |  |  |  |
|  |                      |                      |               |                        |   |   |  |  |  |  |  |  |                                          |  |  |  |
|  | 1er Gr. Sud          | FSV Francfort        | 2             | 5                      |   |   |  |  |  |  |  |  |                                          |  |  |  |
|  | 1er Gr. Sud          | FSV Francfort        | 2             | 5                      |   |   |  |  |  |  |  |  |                                          |  |  |  |
|  |                      |                      | 2e Gr. Nord   | FC Rumeln-Kaldenhausen | 2 | 1 |  |  |  |  |  |  |                                          |  |  |  |
|  |                      |                      |               |                        | 2 | 1 |  |  |  |  |  |  |                                          |  |  |  |
|  |                      |                      |               |                        |   |   |  |  |  |  |  |  |                                          |  |  |  |
|  |                      |                      |               |                        |   |   |  |  |  |  |  |  |                                          |  |  |  |
|  |                      |                      |               |                        |   |   |  |  |  |  |  |  |                                          |  |  |  |
|  |                      |                      |               |                        |   |   |  |  |  |  |  |  |                                          |  |  |  |

## Bilan de la saison
| Championnat d'Allemagne féminin de football 1994-1995 |                          |
| Champion                                              | FSV Francfort (2e titre) |
| Dauphin                                               | Grün-Weiß Brauweiler     |
| Coupes et trophées                                    |                          |
| Vainqueur DFB-Pokal Frauen 1994-1995                  | Grün-Weiß Brauweiler     |
| Vainqueur DFB-Supercup Frauen                         | Grün-Weiß Brauweiler     |
| Promotions et relégations                             |                          |
| Promus en Frauen-Bundesliga                           | SC Bad Neuenahr          |
| Promus en Frauen-Bundesliga                           | TSV Crailsheim           |
| Promus en Frauen-Bundesliga                           | Rot-Weiß Hillen (en)     |
| Promus en Frauen-Bundesliga                           | SV Rostock (de)          |
| Relégués en Regionalliga                              | SG Wattenscheid          |
| Relégués en Regionalliga                              | Schmalfelder SV (de)     |
| Relégués en Regionalliga                              | FFC Wacker Munich (de)   |
| Relégués en Regionalliga                              | FSV Schwarzbach (de)     |

## Statistiques
| Cls | Joueuse          | Club                             | Buts |
| --- | ---------------- | -------------------------------- | ---- |
| 1   | Maren Meinert    | FC Rumeln-Kaldenhausen           | 21   |
| 2   | Anja Koser       | Grün-Weiß Brauweiler             | 13   |
| 3   | Thekla Krause    | Fortuna Sachsenross Hanovre (en) | 12   |
| 3   | Michaela Kubat   | TSV Siegen                       | 12   |
| 3   | Silvia Neid      | TSV Siegen                       | 12   |
| 3   | Nadine Siwek     | TSV Siegen                       | 12   |
| 3   | Petra Unterbrink | FC Eintracht Rheine              | 12   |

| Cls | Joueuse          | Club              | Buts |
| --- | ---------------- | ----------------- | ---- |
| 1   | Heidi Mohr       | TuS Ahrbach       | 27   |
| 2   | Melanie Lasrich  | TuS Ahrbach       | 20   |
| 3   | Birgit Prinz     | FSV Francfort     | 18   |
| 4   | Sandra Smisek    | FSV Francfort     | 17   |
| 5   | Patricia Brocker | TuS Niederkirchen | 14   |
| 5   | Britta Unsleber  | FSV Francfort     | 14   |